# Битва за Аден (2019)
Битва за Аден (2019) — низка постійних сутичок у місті Аден між єменським урядом під керівництвом Саудівської Аравії та силами, лояльними до Об'єднаних Арабських Еміратів.

## Битва
Сутички між ППР та очолюваними Саудівською Аравією військами в Адені, після ракетного удару хуситів в місті загинули декілька солдатів з обох сторін. 3 людей загинули та 10 отримали поранення в сутичках 8 серпня 2019 року після похорону жертв, загиблих під час нападу хуситів. ППР взяла під контроль округ Адена 9 серпня 2019 року. 10 серпня ППР захопила табір Бадр та президентський палац, загалом було вбито 20 людей. Цього ж дня коаліція розпочала авіаудари проти ППР.

### Припинення вогню
Зіткнення ненадовго припинилися 11 серпня 2019 року після зустрічі між Саудівським наслідним принцом та ОАЕ. ППР погодилася вийти з кількох контрольно-пропускних пунктів, захоплених під час сутичок, а ОАЕ заперечила підтримку сутичок ППР проти коаліції під керівництвом Саудівської Аравії. ППР звільнила деякі позиції в Адені 17 серпня 2019 року.

### Продовження сутичок
Сутички тривали з меншою інтенсивністю в Адені 16 серпня 2019 року після того, як сили ППР відмовилися вийти з деяких захоплених ними позицій. 21 серпня ОАЕ відкинули звинувачення, що вони причетні до подій в Адені.
28 серпня 2019 року війська під головуванням Гаді відбили більшість районів, які вони втратили, включаючи міжнародний аеропорт Адена. На наступний день, сили ППР знову відбили більшу частину Адени. Уряд Гаді звинуватив ОАЕ в проведенні авіаударів проти своїх військ, вбивши щонайменше 30 людей.

## Сутички в інших частинах Ємену
22 серпня 2019 року в мухафазі Шабва спалахнули бої між військами ППР та Гаді, після того як сили ППР відмовилися вийти з пункту пропуску аль-Акаф. У сутичках переважає важке озброєння, багато загиблих та поранених. Уряд Гаді звинуватив командування ППР у підриві ситуації в Шабві.
Сутички відбулися і в мухафазі Аб'ян 20 серпня 2019 року після того, як сили ППР взяли під контроль табір у Аз-Зенджабарі, у сутичках загинуло декілька людей.